# Alessandro Barbero

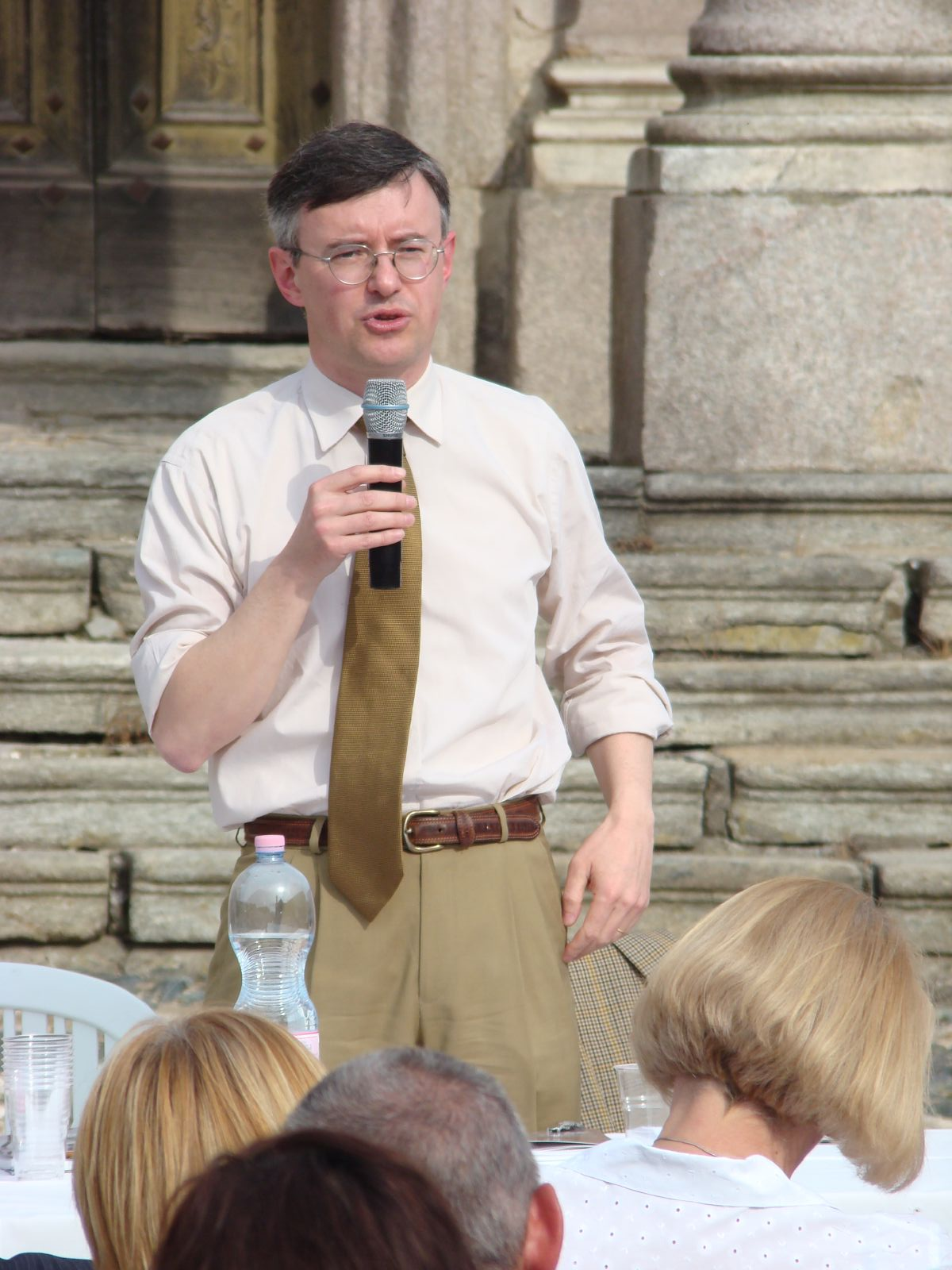
Alessandro Barbero, 2008

Alessandro Barbero (* 30. April 1959 in Turin) ist ein italienischer Historiker und Hochschullehrer.

## Biografie
Nach dem Schulbesuch studierte er Geschichte an der Universität Turin und schloss dieses Studium 1981 mit einer Diplomarbeit über das Mittelalter ab. Im Anschluss absolvierte er ein postgraduales Studium an der Scuola Normale Superiore in Pisa und trat 1984 nach dem Gewinn eines Wettbewerbs die Stelle als Forscher an der Universität Tor Vergata an.
1998 wurde er außerordentlicher Professor für Mittelalterliche Geschichte an der Fakultät für Geisteswissenschaften und Philosophie der Università del Piemonte Orientale in Vercelli, ehe er dort 2004 zum ordentlichen Professor berufen wurde.
Für seine Verdienste wurde ihm das Ritterkreuz des Ordre des Arts et des Lettres verliehen. Am 23. September 2024 wurde ein Asteroid nach ihm benannt: (85439) Barbero.

## Veröffentlichungen
Zu seinen wichtigsten Veröffentlichungen zur Geschichte gehören:
- L’aristocrazia nella società francese del Medioevo. Analisi delle fonti letterarie (secoli X–XIII) (= Studi e testi di storia medioevale. Band 12/13). Cappelli, Bologna 1987 (Neuauflage: Laterza, Rom/Bari 2021, ISBN 978-88-581-4527-2).
- mit Chiara Frugoni: Dizionario del Medioevo (= Manuali Laterza. Band 53). Laterza, Rom/Bari 1994, ISBN 88-420-4495-4.
- Un’oligarchia urbana. Politica ed economia a Torino fra Tre e Quattrocento. Viella, Rom 1995, ISBN 88-85669-37-9.
- mit Chiara Frugoni: Medioevo. Storia di voci, racconto di immagini. Laterza, Rom/Bari 1999, ISBN 88-420-5850-5.
- Valle d’Aosta medievale. Liguori Editore, Neapel 2000, ISBN 88-207-3162-2.
- Carlo Magno. Un padre dell’Europa. Laterza, Rom/Bari 2000, ISBN 88-420-6054-2 (spanische Übersetzung 2001; englische Übersetzung 2004; französische Übersetzung 2004; deutsche Übersetzung: Karl der Große. Vater Europas. Aus dem Italienischen von Annette Kopetzki. Klett-Cotta, Stuttgart 2007, ISBN 978-3-608-94030-5).
- Il ducato di Savoia. Amministrazione e corte di uno stato franco-italiano, 1416–1536. Laterza, Rom/Bari 2002, ISBN 88-420-6708-3.
- La battaglia. Storia di Waterloo. Laterza, Rom/Bari 2003, ISBN 88-420-6979-5 (französische Übersetzung 2005; mehrere weitere Übersetzungen).
- 9 agosto 378. Il giorno dei barbari. Laterza, Rom u. a. 2005, ISBN 88-420-7765-8 (französische Übersetzung 2006; englische Übersetzung: The Day of the Barbarians. The Battle that Led to the Fall of the Roman Empire. Translated by John Cullen. Walker, New York 2007, ISBN 978-0-8027-1571-5).
- Barbari. Immigrati, profughi, deportati nell’impero romano. Laterza, Rom/Bari 2006, ISBN 88-420-8082-9 (französische Übersetzung 2009).
- Federico il Grande. Sellerio, Palermo 2007, ISBN 88-389-2225-X (Neuauflage: ebenda 2017, ISBN 978-88-389-3692-0).
- Benedette guerre. Crociate e jihad. Laterza, Rom/Bari 2009, ISBN 978-88-420-8987-2 (französische Übersetzung 2010).
- Lepanto. La battaglia dei tre imperi. Laterza, Rom/Bari 2010, ISBN 978-88-420-8893-6 (französische Übersetzung 2012).
- Il divano di Istanbul. Sellerio, Palermo 2011, ISBN 88-389-2538-0 (französische Übersetzung 2013).
- mit Piero Angela: Dietro le quinte della Storia. La vita quotidiana attraverso il tempo. Rizzoli, Mailand 2012, ISBN 978-88-17-06147-6.
- Costantino il vincitore (= Biblioteca storica. Nuova serie, Band 10). Salerno Editrice, Rom 2016, ISBN 978-88-6973-138-9.
- Caporetto. Laterza, Rom/Bari 2017, ISBN 978-88-581-2980-7 (zur Zwölften Isonzoschlacht).
- Dante. Laterza, Bari 2020, ISBN 978-88-581-4164-9 (englisch: Dante. Translated by Allan Cameron. Profile Books, London 2021, ISBN 978-1-78816-641-6).
- All’arme! All’arme! I priori fanno carne! Laterza, Rom/Bari 2023, ISBN 978-88-581-5257-7.

Daneben ist er als Autor von Essays und Romanen tätig sowie als Mitarbeiter der Fachzeitschrift Storica und der Tageszeitungen La Stampa und Il Sole 24 Ore. Außerdem ist er seit 2007 Fachmann für historische Bräuche und Kostüme der im Fernsehsender Rai – Radiotelevisione Italiana ausgestrahlten Wissenschaftsshow Superquark.
Für seinen Roman Bella vita e guerre altrui di Mr. Pyle, gentiluomo (Das schöne Leben des Edelmannes Robert Pyle und die Kriege der anderen) wurde er 1996 mit dem Premio Strega ausgezeichnet.